# Sälgsjön, Gävle kommun
Sälgsjön är en tätort i Valbo socken i Gävle kommun i Gävleborgs län, belägen vid sjön med samma namn.

## Befolkningsutveckling
| Befolkningsutvecklingen i Sälgsjön 2005–2020 | Befolkningsutvecklingen i Sälgsjön 2005–2020 | Befolkningsutvecklingen i Sälgsjön 2005–2020 | Befolkningsutvecklingen i Sälgsjön 2005–2020 | Befolkningsutvecklingen i Sälgsjön 2005–2020 |
| -------------------------------------------- | -------------------------------------------- | -------------------------------------------- | -------------------------------------------- | -------------------------------------------- |
|                                              |                                              |                                              |                                              |                                              |
| År                                           |                                              |                                              | Folkmängd                                    | Areal (ha)                                   |
| 2005                                         | 2005                                         |                                              | 218                                          | 28                                           |
| 2010                                         | 2010                                         |                                              | 207                                          | 28                                           |
| 2015                                         | 2015                                         |                                              | 214                                          | 33                                           |
| 2020                                         | 2020                                         |                                              | 210                                          | 33                                           |
| Anm.: Ny tätort 2005                         |                                              |                                              |                                              |                                              |